# Pic aspergé
Veniliornis spilogaster
Espèce
Statut de conservation UICN

 LC  : Préoccupation mineure
Le Pic aspergé (Veniliornis spilogaster) est une espèce d'oiseau de la famille des Picidae.